# فرودگاه صحرایی کمی‌یروی
فرودگاه صحرایی کِمی‌یَروی (به انگلیسی: Kemijärvi Airfield) (به زبان بومی: Kemijärven lentokenttä) یک فرودگاه همگانی است که یک باند فرود آسفالت دارد و طول باند آن ۱۴۰۰ متر است. این فرودگاه در کشور فنلاند قرار دارد و در ارتفاع ۲۱۱ متری از سطح دریا واقع شده است.